# Tenzin Namgyal (Sikkim)
Tenzing Namgyal was de zesde Chögyal (koning) van Sikkim. Hij volgde Püntsog Namgyal II op in 1780 en werd zelf in 1793 opgevolgd door Tsugphud Namgyal.
Hij vluchtte naar Tibet waar hij later in ballingschap overleed.